# Andrea Vargas
Andrea Vargas, född 28 maj 1996, är en friidrottare från Costa Rica. Hon deltog vid olympiska sommarspelen 2020.